# سیف‌الدین
سیف‌الدین (به ترکی آذربایجانی: Seybətin) یک منطقهٔ مسکونی در جمهوری آذربایجان است که در شهرستان ماسال‌لی واقع شده‌است. سیف‌الدین ۱٬۳۲۱ نفر جمعیت دارد.